# Paula (Italia)
Paula (Paola en italiano, Pàula en calabrés) es un municipio italiano de 14 799 habitantes de la provincia de Cosenza, en Calabria. 
Es conocido principalmente por ser el lugar de nacimiento de San Francisco de Paula.

## Ubicación
El municipio de Paula limita por la costa al norte con el territorio de Fuscaldo, al sur con San Lucido y por el interior con Montalto Uffugo y San Fili. Tiene una superficie de 42,88 km² y un perfil de elevación entre 0 y 1389 metros sobre el nivel del mar (monte Cozzo Cervello). La ciudad cuenta con una importante estación de ferrocarril. 
- Clasificación climática: zona C, 1033 GR/G
- Clasificación sísmica: zona 2 (sismicidad media-alta)

## Símbolos
El escudo de armas de Paula, reconocido por el D.P.C.M. de 14 de agosto de 1954, es de azur, con la efigie de San Francisco de Paula en actitud de éxtasis, con ornamentos exteriores de la Ciudad. El gonfalón municipal, concedido por decreto del Presidente de la República de 9 de abril de 1955 es de color azul.

## Historia

### Origen del nombre Paula
La documentación sobre el origen del nombre de la actual ciudad de Paula es más bien escasa y aparece a finales del siglo XI, cuando se menciona el tenimentum Paulae dentro de las posesiones del notable normando Roberto Bohon de Fuscaldo.
Desde mediados del siglo XVI, numerosos estudiosos han intentado rastrear el origen del nombre de la ciudad.
Entre ellos, el primero fue el sacerdote Gabriele Barrio quien, basándose en la obra del historiador Esteban de Bizancio (quien, a su vez, se hizo eco de Hecateo de Mileto), identificó el antiguo asentamiento oenotriano de Patycos con la ciudad de Paula, por asonancia con el topónimo moderno.
- Con la conquista romana de Calabria, un cónsul romano llamado Lucio Emilio Paulo estableció su residencia en la ciudad calabresa. De ahí el nombre de Paula.
- En latín, la palabra Pabula significa tierra de pastoreo. Algunos documentos importantes demuestran que Paula era una aldea de Fuscaldo, administrada por el marqués Spinelli de Fuscaldo. Su territorio, rico en vegetación, se utilizaba principalmente para el pastoreo de animales.

De estas hipótesis, la más acreditada por los historiadores es la última, que a diferencia de las otras dos está corroborada por pruebas históricas.

### Edad helenística y romana
Entre los siglos IV y III a. C., el territorio de Paula cayó, con toda probabilidad, dentro del distrito rural del oppidum bretón de Clampetia, que estudios recientes han identificado con el centro histórico del actual municipio de San Lucido. En efecto, durante las obras de restauración de la iglesia dedicada a San Juan Bautista, a finales de los años ochenta, se descubrieron los restos de un asentamiento helenístico compuesto por varias viviendas con funciones productivas, entre las que se encontraban numerosos telares y los restos de un horno para la producción de objetos cerámicos de la misma época. Según los estudios realizados en la zona de San Lucido, también la zona de Paula debió de estar salpicada de pequeñas explotaciones productivas vinculadas al cultivo del olivo y la vid, favorecidas por las condiciones geomorfológicas. El hallazgo de huesos y fragmentos de cerámica recuperados en las excavaciones arqueológicas realizadas en el patio del complejo monástico de Badia Luta durante las obras de restauración de finales de los años noventa atestigua esta presencia.
Posteriormente, Clampetia, junto con otros centros bretones de la región, participó en el segundo conflicto romano-cartagines, siendo finalmente conquistada en los últimos años del mismo. La victoria de Roma sobre los cartagineses marcó el fin de la independencia política de los populi indígenas de Calabria y la desaparición de las granjas.
La influencia romana inició pronto un proceso masivo de reestructuración agrícola del campo calabrés y se fundaron nuevas coloniae para controlar los territorios recién sometidos. Se construyeron numerosas villae en las fértiles terrazas costeras de toda la región, dotadas de ricas residencias con baños o termas (pars urbana) para el dominus y su familia, alojamientos para empleados y esclavos (pars rustica y ergastula), plantas de procesamiento y grandes almacenes para el depósito de productos agrícolas (pars fructuaria y horrea).
Una de estas grandes villas fue descubierta a principios de la década de 1980 en la contrada Cutura, en la periferia norte de Paula. El edificio, aún parcialmente conservado y casi totalmente inexplorado, ocupa la cima de una terraza costera que se eleva unas decenas de metros sobre el nivel del mar. Las estructuras de la villa descansan sobre una imponente subestructura de mampostería construida para regularizar la pendiente natural de la misma terraza (basis villae), con la pars urbana orientada hacia el mar y cuya cara exterior estaba intercalada con una serie de hornacinas destinadas a albergar un ciclo de estatuas, lo que confería aún más majestuosidad al conjunto. La pars urbana incluía también un balneario (balneum) o casa de baños privada, a juzgar por las numerosas suspensurae halladas en el yacimiento.
En el lado interior de la terraza costera, hacia las colinas circundantes, se hallaba probablemente la pars fructuaria de la villa, con instalaciones para el procesamiento de aceitunas y uvas, como documentan los numerosos fragmentos de muelas de piedra volcánica y un fragmento de prensa lítica para triturar que se han encontrado, así como las numerosas ánforas de transporte producidas in situ y reveladas por pequeñas pruebas de excavación realizadas en 2002 por la Superintendencia Arqueológica de Calabria.

### Dominio bizantino
En 395 con la muerte del emperador Teodosio se produjo la escisión del Imperio Romano, que quedó dividido en dos, el Imperio Romano de Occidente y el Imperio Romano de Oriente. El primero fue confiado al hijo menor de Teodosio, Honorio; el segundo, al hijo mayor del emperador, Arcadio. El Imperio bizantino incluía parte de Italia central, el sur de Italia y Asia Menor, por lo que el territorio de Paula también pasó a ser posesión bizantina, lo que también propició la transición de estas zonas al culto ortodoxo.
El reinado de Justiniano estuvo marcado por una continua lucha por el dominio del territorio italiano contra los ostrogodos primero y los lombardos después. Hacia 536, las posesiones bizantinas se reducían al Exarcado de Italia, la República de Venecia, el Ducado de Nápoles, Cerdeña y Córcega, Sicilia y el Ducado de Calabria. En los siglos siguientes, los bizantinos tuvieron que hacer frente a las invasiones de árabes y sarracenos. Como consecuencia de estas invasiones, Sicilia cayó en manos árabes y el Ducado de Calabria se vio constantemente asolado por los islamistas. Fue precisamente durante este periodo cuando Calabria se convirtió en el lugar predilecto del creciente monacato italo-griego. Tras la conquista árabe de Sicilia, los monjes se vieron obligados a vivir en constante peligro, por lo que la abandonaron para establecerse en Calabria, especialmente a lo largo de la vertiente tirrena.
En el territorio de Paula, los monjes de San Basilio, en particular de la Orden Basiliana de San Josafat, fundaron dos monasterios, uno en la localidad de Badia, consagrado a Santa María del Valle de Josafat y de la Fosa, el otro en la vertiente septentrional del territorio, consagrado a San Miguel Arcángel. A partir de un análisis arquitectónico, histórico y ritual, podemos entender que se trata de un tipo de monasterio llamado Laura. Estos centros religiosos tenían una función de control sobre la población en colaboración con el señor feudal local, el poder religioso y el poder constituido colaboraban para obtener el respeto y la devoción que exigían de los ciudadanos para el desarrollo de la sociedad de la época. En 1110, la esposa del señor feudal de Fuscaldo, Roberto de Bubum, hizo una donación por escrito a los monjes del monasterio de S. Maria de la Fosa. Gracias a esta donación, los monjes recibieron la propiedad donde más tarde levantarían el monasterio, un antiguo molino de agua, ganado y agricultores para trabajar la tierra. Con esta donación, Sica (viuda de Roberto de Bubum) intentó fomentar el trabajo de los monjes hacia la población, obteniendo también su obediencia.

### Dominio normando
Alrededor del año 1000 d. C. a bordo de poderosos drakkars llegaron a Italia los normandos, un pueblo de guerreros procedentes de Escandinavia.

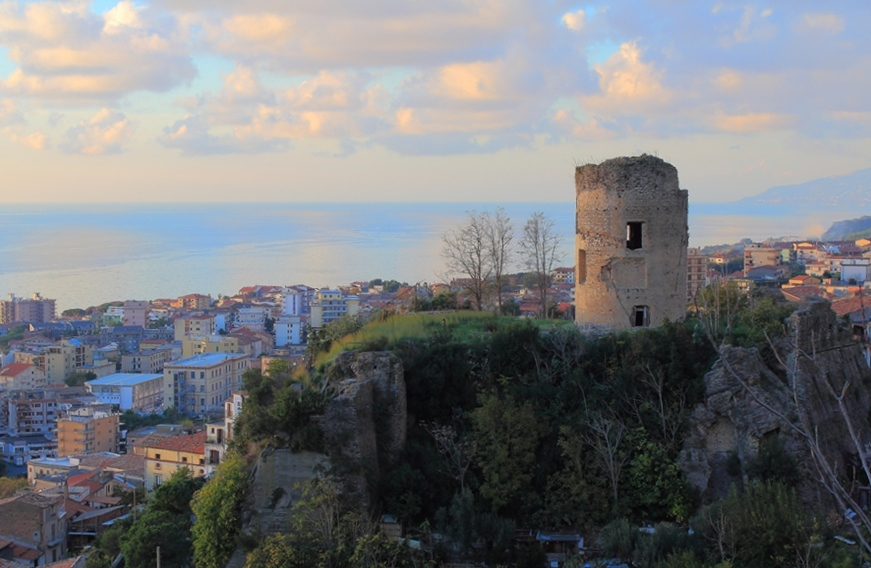
Castillo de Paula (CS)

Estaban liderados por Guillermo de Altavilla, conocido como el Brazo de Hierro, y su hermano Drogo. En poco tiempo, estos líderes tomaron el dominio bizantino del sur de Italia, empezando por Sicilia. En 1050, Roberto de Altavilla, llamado el Guiscardo, llegó a Calabria, al que se unió en 1057 su hermano Roger. Ambos comenzaron a asediar las principales ciudades de Calabria, encontrando primero la oposición del papado. En la batalla de Civitate, el ejército de voluntarios liderado por León IX sufrió una derrota total y el propio pontífice fue capturado por los normandos. Con la llegada de los escandinavos, todas las diócesis ortodoxas se convirtieron en católicas, por lo que el papa Nicolás II decidió aliarse con los nuevos amos del sur y en 1059, en Melfi, invistió solemnemente a Roberto Guiscardo con el título de "duque de Apulia, Calabria y Sicilia". La ciudad de Paula debe a los normandos la construcción del ''Castillo de Paula'' hacia 1110 d. C.. Esta fortaleza se erigió con mortero y piedra arenisca, en una posición estratégica desde la que se dominaba la ciudad, y estaba destinada a defender a monjes y habitantes de los soldados que atravesaban el territorio de Paula.

### Dominación suevo-angevina
Durante el reinado de Federico II de Suabia, Calabria alcanzó uno de sus momentos de mayor prosperidad. El soberano tenía su residencia en Melfi, en Basilicata. Mandó construir el castillo y la catedral de Cosenza y la fortaleza de Rocca Imperiale, en el mar Jónico. Los calabreses siempre se mantuvieron fieles a los suevos, incluso tras la muerte de Conradino de Suabia, asesinado por orden de Carlos I de Anjou, que tomó el poder en Nápoles. Paula también se benefició de este próspero periodo. La ciudad comenzó a expandirse gradualmente hasta que, cuando Calabria pasó del dominio suevo al angevino, se convirtió en feudo y fue confiada a la familia Ruffo. En 1418, Polissena Ruffo se casó con el duque de Milán Francesco Sforza, aportando también como dote el territorio de Paula. Polissena murió envenenada por uno de sus tíos en 1420 sin dar herederos al duque de Milán, Paula y los demás pueblos que había traído como dote revirtieron entonces a su familia. Covella, la hermana menor de Polissena, volvió a traer como dote el feudo de Paula cuando se casó con Giovanni Antonio Marzano. De su unión nació Marino Marzano, que fue despojado del feudo por haber conspirado contra el rey de Nápoles, Ferrante de Aragón.

### Dominación aragonesa y francesa
Con la llegada de los aragoneses, Paula alcanzó el estatus de ciudad, y fue proclamada como tal por Fernando II de Aragón. Durante el desembarco, que tuvo lugar en 1283, los habitantes del barrio de Fosse, para evitar verse implicados en los enfrentamientos, se atrincheraron en los alrededores del castillo de Paula, alterando el equilibrio que giraba en torno a la antigua abadía de su barrio. El monasterio se enfrentó así a un declive inevitable, a pesar de los esfuerzos de los últimos habitantes y monjes.
El 2 de julio de 1555, la ciudad fue sitiada por los turcos, al mando de Dragut Rais, que, tras saquearla e incendiarla, atacaron el convento de los frailes mínimos fundado por San Francisco y lo saquearon. Después de recuperarse, la ciudad siguió viviendo como las demás ciudades de Calabria, pero cada vez más grande, creciendo también en importancia.
El 18 de octubre de 1806, Paula sufrió la ocupación de los franceses. Incendiaron y saquearon el Santuario de San Francisco, que quedó desierto. A raíz de una ley promulgada por Joaquín Murat en 1809, comenzó la supresión de todas las órdenes religiosas en el reino de Nápoles, incluida la protocenobia de los Mínimos de Paula. A pesar de su importancia, todos los conventos fueron reconvertidos a otros usos, a menudo militares, las iglesias pasaron al clero diocesano y todos los bienes clericales fueron confiscados.

### Reino de las Dos Sicilias y Reino de Italia
Tras el Congreso de Viena (1815), Fernando IV de Borbón fue restaurado en el trono de Nápoles. Al año siguiente, los dos reinos de Nápoles y Sicilia se unieron en el nuevo Reino de las Dos Sicilias. En 1844, el rey Fernando II y su consorte María Teresa de Habsburgo visitaron Paula por voto. El rey regresó más tarde, el 29 de octubre de 1852, acompañado por el príncipe heredero, Francisco.
Durante el Resurgimiento, Paula participó en el movimiento de Garibaldi. Sin embargo, el héroe de dos mundos no pasó por la ciudad, a diferencia de sus garibaldinos. Incluso recibieron ayuda del municipio cuando las tropas comandadas por Nino Bixio y Giacomo Medici se embarcaron para unirse a Garibaldi en Nápoles. Antes de la construcción del ferrocarril Paula-Cosenza en 1910, el puerto de Paula era muy concurrido, los vapores procedentes de Nápoles y Mesina se cargaban de mercancías y viajeros y el comercio florecía. El último secretario del Partido Fascista, Carlo Scorza, nació aquí.

## Lugares de interés
La ciudad es uno de los destinos del turismo religioso en Calabria.

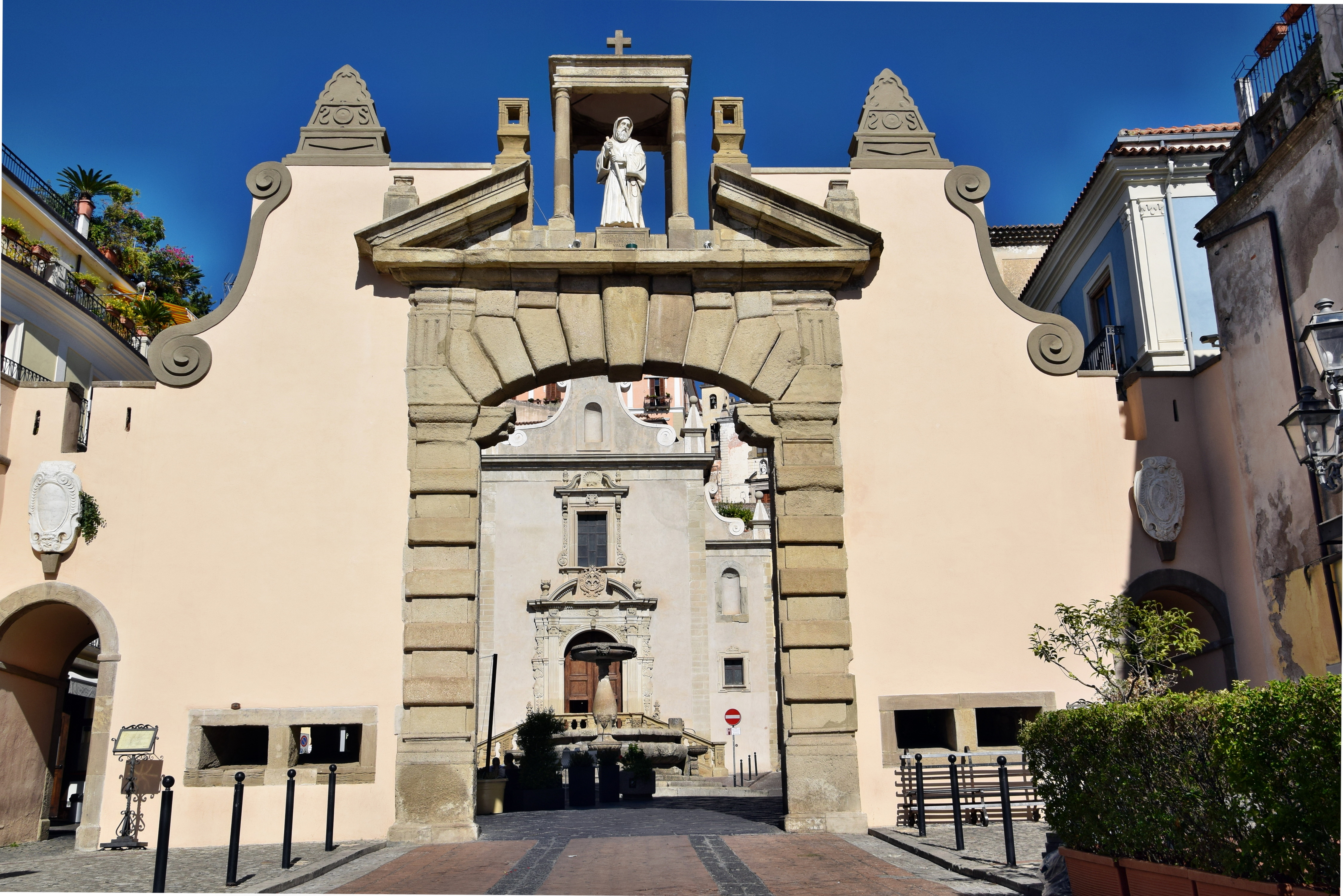
Arco de San Francisco da Paula

Entre los principales lugares de interés se encuentran el Santuario de San Francisco, la Badia (Abadía), la llamada iglesia de Sotterra (en la localidad del mismo nombre -antigua Gaudimare-, que contiene pinturas, las más antiguas de las cuales se han datado varias veces en el siglo VII), las ruinas romanas, el Palacio Scorza y el Castillo de Paula.
El nacimiento de San Francisco de Paula se celebra el 27 de marzo, y su muerte el 2 de abril (fiesta canónica del Santo de Paula). Del 1 al 4 de mayo se celebran solemnes fiestas en honor de San Francisco, con varias procesiones por tierra y mar del "busto" y el manto del Santo. La tradición cuenta que un barquero se negó a transportar a San Francisco desde la costa calabresa hasta Mesina y el Santo cruzó el estrecho con su manto. San Francisco fue proclamado no sólo patrón de Calabria, sino también de los marinos. El 4 de mayo de 2008 concluyeron las celebraciones del quinto centenario de la muerte de San Francisco.
En cuanto a los elementos de valor histórico-religioso y cultural, cabe señalar que el siglo XVI fue sin duda la época dorada de Paula, gracias sobre todo a San Francisco, cuyos fieles llegaban de toda Calabria. Por este motivo, se produjo un notable crecimiento urbano para la época. La ciudad en expansión se embelleció en sus palacios, calles y fuentes. En poco menos de un siglo, se desarrolló una febril actividad constructora y artística.
Además del santuario de San Francisco de Paula, en Paula hay numerosas iglesias y conventos:
- Iglesia de Sotterra
- Iglesia de la Madonna del Carmine
- Iglesia de San Michele
- Convento de Badia
- Catedral
- Convento de San Agustín
- Iglesia de Santiago el Mayor
- Convento de los Capuchinos
- Iglesia de San Leonardo
- Iglesia de la Inmaculada Concepción
- Convento de los Jesuitas
- Iglesia del Rosario
- Iglesia de San Francischiello
- Iglesia de Montevergine
- Iglesia de la Madonna delle Grazie
- Iglesia de la Addolorata
- Iglesia de Santa Margherita
- Iglesia de San José
- Iglesia de Santa Maria di Porto Salvo
- Iglesia de la Virgen de los Ángeles
- Iglesia de Santa Ana

###### Fortificaciones
- Castillo normando-aragonés
- Torre del Soffio
- Torre Badia

###### Yacimientos arqueológicos
- Contrada da Cutura
- Via S. Agata

También cabe mencionar los siguientes:
- Monumento a los Caídos;
- Porta di San Francesco (entrada a la ciudad);
- Los "Pisciariddi" (fuente monumental de la Piazza del Popolo);
- Torre del Reloj;
- Casa natal de la patrona;
- Escalinata;
- Fontana delle sette cannelle (Fuente de los siete caños);
- Rocchetta (barrio con todas sus características arquitectónicas, como callejuelas, aberturas, logias, arcos, contrafuertes y portales de piedra);
- Piazza del Popolo.

###### Fuente de los siete caños
La monumental Fuente de los Siete Caños se alza al pie de una larga escalinata, y es obra de artesanos locales; lleva la fecha de 1636. La fuente se abre como un gran abanico, recordando la cola del pavo real, símbolo de Paula: originalmente tenía 12 orificios (Abate Pacichelli), hoy consta de dos brazos, cuyas paredes tienen a su vez siete paneles con siete protomos de piedra, de los que sale el agua, que es recogida por un canal y vertida en una pila semicircular. Los escudos de piedra, aunque desgastados por el tiempo, siguen intactos: representan el símbolo del pavo real y el blasón de la familia Spinelli, que compró Paula a principios del siglo XVI y la gobernó durante unos tres siglos.

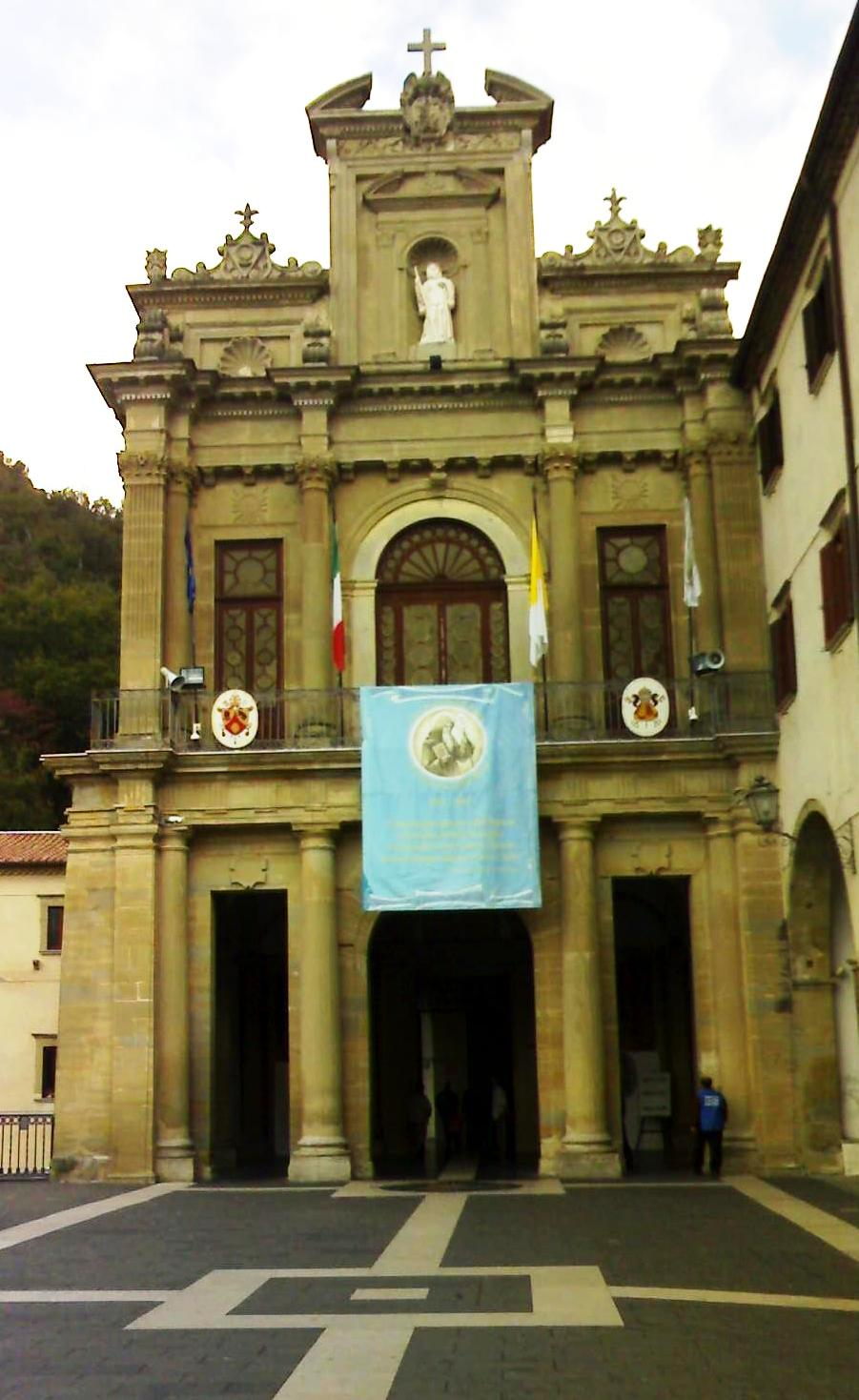
Vista de la fachada de la iglesia del santuario.

###### Santuario de San Francisco
El santuario de San Francisco de Paula surge en la parte alta y montañosa de la ciudad, en un valle bordeado por el torrente Isca y rico en vegetación. Es meta de peregrinos de todo el sur de Italia, especialmente de Calabria, de la que San Francisco es patrón. Alberga parte de los restos del santo (el resto se encuentra en Tours, Francia).
Delante del santuario hay una gran plaza, en cuyo borde se alza la fachada principal del templo. A la derecha de la entrada principal, hay un arco que conduce al lateral del santuario, que alberga la gran basílica moderna (inaugurada en 2000) y la fuente Cucchiarella, de la que suelen beber los peregrinos. Al lado se encuentra una bomba sin explotar, que cayó en el arroyo junto al santuario durante un bombardeo angloamericano en agosto de 1943, pero que no dañó el santuario. Continuando, se llega al Puente del Diablo y a un sendero al final del cual se encuentra un lugar que fue refugio del santo en sus años de juventud.
Entrando en el santuario por la entrada principal, se llega a dos salas iniciales semiabiertas. La primera contiene varias placas, fechadas entre los siglos XVI y XX, que conmemoran diversos aniversarios y acontecimientos relacionados con el santuario, mientras que la segunda es el verdadero pronaos de la antigua basílica: a la derecha se encuentra el portal de entrada a la basílica, a la izquierda hay una vista del arroyo y del monasterio adyacente, y más adelante está la entrada al claustro y la ermita del santo y la celda del beato Nicolás.
La antigua basílica románica, que data del siglo XVI, consta de una gran sala principal bastante desnuda y una única nave lateral a la derecha, a lo largo de la cual se abren cuatro pequeñas capillas, que culminan en la suntuosa capilla barroca que alberga las pocas reliquias de San Francisco que han sobrevivido en Paula, incluidas algunas de sus vestiduras y fragmentos óseos.
En el claustro del santuario, cerrado al exterior con vidrieras, se encuentra la rosaleda del santo, que ahora forma un denso jardín, y tiene a lo largo de sus paredes interiores frescos que representan los principales episodios de la vida del santo, muchos de ellos relacionados con leyendas. Junto a ella se encuentra la ermita de San Francisco, un conjunto de estrechos espacios subterráneos que constituyeron el primer núcleo de una cenobio para el santo y sus hermanos. Entre el claustro y la antigua basílica se alza el campanario del templo.

## Demografía
Contaba con 14 791 habitantes según el censo de 2023. 
| Gráfica de evolución demográfica de Paula entre 1861 y 2021 |
|                                                             |
| Fuente ISTAT - elaboración gráfica de Wikipedia             |

#### Lenguas y dialectos
La lengua oficial es el italiano, pero está muy extendida la variante dialectal calabresa, especialmente en su forma paulana. El dialecto paulano se une al de la vecina Cosenza por la falta de formas verbales perfectas típicas del calabrés centro-sur.

## Economía

### Turismo
La presencia del mar, junto con la belleza de las montañas de las inmediaciones y la presencia de un prestigioso santuario dedicado a San Francisco de Paula hacen de la ciudad un destino turístico de cierta importancia.

## Infraestructuras y transportes
La ciudad está dotada de diversas infraestructuras y líneas de conexión como: la estación de ferrocarril situada a lo largo del Ferrocarril Tirreno Meridional y punto de intercambio con el ferrocarril Paula-Cosenza. La ciudad está atravesada por la carretera estatal 18 a lo largo del eje norte-sur de la que parte la carretera estatal 107. Hay varios medios de transporte en la ciudad, como taxis, autobuses y servicio urbano, y existe un servicio de minibuses a la demanda.

## Deporte
El deporte en la ciudad de Paula es un valor añadido nada desdeñable, casi todos los deportes se practican a nivel competitivo y profesional, entre ellos se encuentran:
Fútbol: el club de fútbol Unione Sportiva Paolana, fundado en 1922, tiene su sede en el municipio. Juega en el campeonato regional de Eccellenza.
Voleibol: En la ciudad hay un club masculino y otro femenino, y este último, el Asd Pallavolo Paola, es un club deportivo fundado en 1966, que desarrolla sus actividades en el Palazzetto dello Sport T.Maiorano. Actualmente participa en los campeonatos femeninos de la serie B2, all under, minivóley y CAS.
Fútbol 5: Club de referencia es Farmacia Vincenzo Arturi Domenico deporte, actualmente compitiendo en la serie c1 campeonato girone A.

###### Baloncesto, tenis, natación.
En Paola hay varios centros deportivos: el Gabbiano, el Moby Dick y el Centro Deportivo Chianello.
También alberga el Club Náutico Paola.